# 展毛假糙苏
展毛假糙苏（学名：Paraphlomis patentisetulosa），为唇形科假糙苏属下的一个植物种。